# Ralf Pretzsch
Ralf-Peter Pretzsch (* 17. November 1953) war Fußballspieler in der DDR-Oberliga. In der höchsten Spielklasse des DDR-Fußball-Verbandes spielte er für Chemie Leipzig und Chemie Buna Schkopau. 
Bis zum Oktober 1977 spielte der Elektromonteur Pretzsch mit der Betriebssportgemeinschaft (BSG) Turbine Halle Fußball in der drittklassigen Bezirksliga Halle. Nach nur wenigen Punktspielen der Saison 1977/78 wurde er zum regionalen Fußballschwerpunkt, dem Oberligisten Hallescher FC Chemie (HFC) delegiert. Nachdem er für den HFC zunächst in der Nachwuchsoberliga eingesetzt worden war, wurde er für die Saison 1978/79 für die DDR-Oberliga-Mannschaft nominiert. Der 1,79 m große Stürmer wurde jedoch nie in der Oberliga eingesetzt und wurde zum Saisonende wieder zu Turbine Halle zurückdelegiert. Von dort ging er aber bereits nach einigen Wochen zum Oberliga-Aufsteiger BSG Chemie Leipzig. Auch dort spielte er zunächst in der Nachwuchsoberliga, in der er bis zum Saisonende 17 Spiele bestritt. Zu seinem einzigen Oberligaspiel für Chemie Leipzig kam er erst am 21. Spieltag. In der Partie am 12. April 1980 HFC – Chemie Leipzig (2:0) wurde er in der 77. Minute eingewechselt. 
Zur Saison 1980/81 schloss sich Pretzsch dem zweitklassigen DDR-Ligisten BSG Chemie Buna Schkopau an. Pretzsch bestritt 19 der 30 ausgetragenen Ligaspiele und erzielte zwei Tore. Damit hatte er Anteil am überraschenden Aufstieg der Mannschaft in die Oberliga. Im Gegensatz zu seinen bisherigen Oberligaerfahrungen war Pretzsch von Anfang an Stammspieler der Schkopauer und bestritt hauptsächlich auf der linken Angriffsseite spielend alle 26 Oberligaspiele. Er kam allerdings nur einmal zum Torerfolg. Die BSG Chemie Buna konnte sich nur eine Spielzeit lang in der Oberliga halten und stieg als schlechteste Mannschaft der Saison 1981/82 wieder in die DDR-Liga ab. Dort spielte Pretzsch noch bis 1985 drei Spielzeiten für Schkopau, danach beendete er 31-jährig seine Laufbahn als Fußballspieler im Leistungsbereich. 
Er war nominell in drei Spielzeiten Oberligaspieler, bestritt aber nur für Leipzig und Schkopau insgesamt 27 Erstligaspiele. Sein einziges Oberligator schoss er für Schkopau.